# Ольшанська Ірина Михайлівна
Ольшанська Ірина Михайлівна (20 червня 1913 р., с. Холуїв, Радехівський район, Львівська область — 6 червня 1997 р. м. Стрий, Львівська область) — Заслужений майстер народної творчості (1993), українська громадська та мистецька діячка.

## Біографія
Походила із родини священика. Завдяки опіці митрополита Андрея Шептицького з 1923 по 1932 рік навчалася у гімназії СС Василіянок. Брала активну участь у Пласті, Жіночому українському спортивному клубі (ЖУСК). З 1945 мешкала у Стрию. У 1964 заснувала клуб вишивальниць при літературно-мистецькому об'єднанні «Хвилі Стрия». У 1990-1992 роках — голова відновленого у 1990 році Союзу Українок у Стрию. Учасниця численних виставок народної творчості. Твори зберігаються: Музей Етнографії та народного промислу, Львів; Меморіальний музей І. Франка у Нагуєвичах; Музей українського мистецтва в Аделаїді (Південна Австралія).
Досліджувала еволюцію орнаментальних мотивів української вишивки, зокрема, елементів «сонечко», «журавлики», «летячий». Як мистецький діяч тісно контактувала із Ольгою Бачинською, Вірою Свєнціцькою, Раїсою Захарчук-Чугай, Тетяною Кара-Васильєвою, Ярославою Заневчик, М. Калиняк, Григорієм Паламарем, Остапом Оброцою, Віктором Романюком, О. Величком, Д. Поджоджуком, Михайлом Селівачовим, Михайлом Фіґолем.

## Твори
Доріжки «Дари землі», «Баранячі ріжки», «Журавлі», «Сонечко», наволочка «Пшеничне поле», серветка «Бойківські ружі».

## Праці
- Символіка орнаменту в українській народній вишивці.
- Українська народна творчість у поняттях міжнародної термінології. К., 1995 (співавт.).